# Cerasuolo di Vittoria
Cerasuolo di Vittoria DOCG ist ein italienischer Rotwein aus den Freien Gemeindekonsortien Ragusa und Caltanissetta sowie der Metropolitanstadt Catania in Sizilien. Nachdem der Cerasuolo di Vittoria seit dem 29. Mai 1973 der einzige Wein mit DOC-Status der Provinz Ragusa war, ist er seit dem 13. September 2005 der einzige DOCG-Wein Siziliens. Die Denomination wurde zuletzt am 7. März 2014 aktualisiert.

## Anbaugebiet
Der Anbau der Trauben für den Cerasuolo di Vittoria ist nur auf den Gemeindegebieten (ganz oder teilweise) von folgenden Gemeinden zugelassen:
- in der Provinz Ragusa: Vittoria, Comiso, Acate, Chiaramonte Gulfi, Santa Croce Camerina sowie Teile von Ragusa
- in der Provinz Caltanissetta: Niscemi, Gela, Riesi, Butera und Mazzarino
- in der Metropolitanstadt Catania: Caltagirone, Licodia Eubea und Mazzarrone.

Das Anbaugebiet für den „Classico“-Wein ist gesondert aufgeführt.

## Erzeugung
Zum Einsatz dürfen nur folgende Rebsorten kommen:
- 50–70 % Nero d’Avola und
- 30–50 % Frappato

Der „Cerasuolo di Vittoria“ darf frühestens ab dem 1. Juni des auf die Ernte folgenden Jahres zum Verkauf kommen, der „Cerasuolo di Vittoria Classico“ nicht vor dem 31. März des zweiten Jahres nach der Ernte.
Die Lagerfähigkeit des Weins ist beachtlich; 30 Jahre und mehr sind keine Seltenheit.

## Beschreibung

### Cerasuolo di Vittoria
- Farbe: kirschrot bis leicht violett[1]
- Geruch: von floral bis fruchtig
- Geschmack: trocken, voll, weich, harmonisch
- Alkoholgehalt: mindestens 13,0 % Vol.
- Säuregehalt: mind. 5,0 g/l
- Trockenextrakt: mind. 27,0 g/l

### Cerasuolo di Vittoria Classico
- Farbe: kirschrot bis leicht granatrot[1]
- Geruch: nach Kirschen, mit zunehmender Reife können auch Noten von Pflaume, Schokolade, Leder, Tabak wahrnehmbar werden
- Geschmack: trocken, voll, weich, harmonisch
- Alkoholgehalt: mindestens 13,0 % Vol.
- Säuregehalt: mind. 5,0 g/l
- Trockenextrakt: mind. 27,0 g/l